# اوتاویو یما
اوتاویو یـِما (ایتالیایی: Ottavio Jemma؛ ‏ ۱ ژانویهٔ ۱۹۲۵ – ۲۵ دسامبر ۲۰۱۵) فیلم‌نامه‌نویس و نویسنده اهل ایتالیا بود.
از فیلم‌هایی که وی در آن‌ها نقش داشته‌است، می‌توان به بداندیش ۲۰۰۰، تن‌کامه، زن، سکس و سوپرمن، لیبرتین، روز پنجم، کشیش متأهل، ساکو و وانزتی، همسر در سفر… دل‌داده در شهر، دلدادگی، تسلیم، هیکل دختر زیبا، نجیب و پاکدامن و بداندیش اشاره نمود.